# Битва при Требії (1799)
Битва при Требії (1799) — зустрічна битва, яка відбулась 17-19 червня 1799 року під час Італійського походу Суворова, між російсько-австрійською армією під командуванням фельдмаршала Олександра Васильовича Суворова (30 000 чоловік) та французькою армією під командуванням генерала Етьєна Макдональда (35 000 чоловік).

## Хід битви
Суворов, отримавши звістку, що 9 червня армія Макдональда виступила з району Флоренції на допомогу відрізаним в районі Генуї військам генерала Моро, ухвалив рішення розбити противника по частинах. Він залишив біля Алессандрії заслін проти Моро чисельністю 4 500 чоловік, а головними силами чисельністю 22 000 чоловік вирушив назустріч Макдональду.
Здійснивши за 48 годин 85-кілометровий марш, війська Суворова 17 червня авангардами з ходу вступили в бій з передовими частинами противника на ріці Тідоні та відкинули їх до Требії. 18 червня, Суворов, продовжуючи наступ, ударами по флангах противника завдав йому значних втрат та відкинув на правий берег Требії. 19 червня російсько-австрійські війська, зламавши опір армії Макдональда, змусили її відступати, а потім почали переслідування. Одночасно відступили й війська Моро.

## Цікаві факти
Макдональд через багато років скаже про свою поразку:

| Я був молодий під час битви при Требії. Ця невдача могла би мати фатальний вплив на мою кар'єру, мене врятувало лиш те, що моїм переможцем був Суворов. Давидов Денис Васильович «Встреча с великим Суворовым. |